# 弓角石
弓角石（學名：Cyrtoceras），又名弓形角石，是一屬已滅絕的鸚鵡螺類。其化石分布於非洲、歐洲和美洲等地。牠們可能是頭朝下生活在海底附近，能夠游泳，且能調節自身的浮力。

## 特徵
弓角石的殼形為彎曲的長牙狀，稱為「弓角石式殼」（cyrtoceracone）。殼的後段由眾多排列緊密的殼室組成。

## 外部連結
- Cyrtoceras in the Paleobiology Database